# 8e étape du Tour d'Italie 2024
Pour un article plus général, voir Tour d'Italie 2024.
La 8e étape du Tour d'Italie 2024 se déroule le samedi 11 mai 2024 entre Spolète en Ombrie et Prati di Tivo dans les Abruzzes sur une distance de 153 km.

## Parcours
Cette première étape de montagne proprement dite franchit les Apennins en escaladant trois cols. Les deux premiers cols sont classés en 3e catégorie. Après 25 kilomètres de descente, la montée finale vers la station touristique de Prati di Tivo située à 1 450 mètres d’altitude (col de 1re catégorie situé sur le territoire de la commune de Pietracamela, dans les Abruzzes) est longue de 14,6 km avec une déclivité moyenne de 7 % et un passage à 12 %. Il s'agit de la deuxième arrivée au sommet du Giro 2024.

## Déroulement de la course
Quatorze coureurs finissent par former l'échappée du jour après une cinquantaine de kilomètres de course. Parmi ces coureurs, le mieux classé au classement général est le Français Romain Bardet (Dsm-firmenich PostNL). L’écart se stabilise autour des deux minutes. Au sommet du Croce Abbio, à 39 km du terme, ce groupe de tête emmené par l'Allemand Simon Geschke (Cofidis) compte encore une avance de 1 min 25 sec sur le peloton maillot rose. Au bas de la longue descente et au pied de la dernière ascension vers Prati di Tivo (14,6 km de l'arrivée), l'avantage des fuyards est descendu à une quarantaine de secondes. 
Dès les premières pentes de cette ultime ascension, le groupe des échappés se désagrège. Le Français Valentin Paret-Peintre (Decathlon AG2R La Mondiale), le dernier des fuyards, part seul en tête à une dizaine de kilomètres du sommet, fait de la résistance mais est repris par le groupe maillot rose fort de quatorze unités à 4,2 km de l'arrivée. Les favoris se disputent la victoire au sein d'un groupe réduit à sept coureurs. Attaquant aux 150 mètres, Tadej Pogačar remporte sa troisième victoire sur ce Giro devant le Colombien Daniel Martínez.

## Résultats

### Classement de l'étape
| \| Classement de l'étape \| Classement de l'étape \| Classement de l'étape \| Classement de l'étape \| Classement de l'étape \| \| Coureur \| Coureur \| Pays \| Équipe \| Temps \| \| --------------------- \| --------------------- \| --------------------- \| -------------------------- \| --------------------- \| \| 1er \| Tadej Pogačar \| Slovénie \| UAE Team Emirates \| 4 h 02 min 16 s \| \| 2e \| Daniel Martínez \| Colombie \| Bora-Hansgrohe \| + 0 s \| \| 3e \| Ben O'Connor \| Australie \| Decathlon-AG2R La Mondiale \| + 0 s \| \| 4e \| Antonio Tiberi \| Italie \| Bahrain Victorious \| + 2 s \| \| 5e \| Geraint Thomas \| Royaume-Uni \| Ineos Grenadiers \| + 2 s \| \| 6e \| Einer Rubio \| Colombie \| Movistar Team \| + 2 s \| \| 7e \| Cian Uijtdebroeks \| Belgique \| Team Visma \\| Lease a Bike \| + 2 s \| \| 8e \| Thymen Arensman \| Pays-Bas \| Ineos Grenadiers \| + 11 s \| \| 9e \| Michael Storer \| Australie \| Tudor Pro Cycling Team \| + 13 s \| \| 10e \| Alex Baudin \| France \| Decathlon-AG2R La Mondiale \| + 21 s \| |                   |             |                            |                 |
| |                   |             |                            |                 |
| Sources : ProCyclingStats Cycling Quotient |                   |             |                            |                 |
| Classement de l'étape |                   |             |                            |                 |
| Coureur | Coureur           | Pays        | Équipe                     | Temps           |
| 1er | Tadej Pogačar     | Slovénie    | UAE Team Emirates          | 4 h 02 min 16 s |
| 2e | Daniel Martínez   | Colombie    | Bora-Hansgrohe             | + 0 s           |
| 3e | Ben O'Connor      | Australie   | Decathlon-AG2R La Mondiale | + 0 s           |
| 4e | Antonio Tiberi    | Italie      | Bahrain Victorious         | + 2 s           |
| 5e | Geraint Thomas    | Royaume-Uni | Ineos Grenadiers           | + 2 s           |
| 6e | Einer Rubio       | Colombie    | Movistar Team              | + 2 s           |
| 7e | Cian Uijtdebroeks | Belgique    | Team Visma \| Lease a Bike | + 2 s           |
| 8e | Thymen Arensman   | Pays-Bas    | Ineos Grenadiers           | + 11 s          |
| 9e | Michael Storer    | Australie   | Tudor Pro Cycling Team     | + 13 s          |
| 10e | Alex Baudin       | France      | Decathlon-AG2R La Mondiale | + 21 s          |

### Points attribués pour le classement par points
| Sprint intermédiaire Leonessa (km 58) | Sprint intermédiaire Leonessa (km 58) | Sprint intermédiaire Leonessa (km 58) | Sprint intermédiaire Leonessa (km 58) | Sprint intermédiaire Leonessa (km 58) |
| ------------------------------------- | ------------------------------------- | ------------------------------------- | ------------------------------------- | ------------------------------------- |
|                                       | Coureur                               | Pays                                  | Équipe                                | Point(s)                              |
| 1er                                   | Martin Marcellusi                     | Italie                                | VF Group-Bardiani CSF-Faizané         | 12                                    |
| 2e                                    | Jhonatan Narváez                      | Équateur                              | Ineos Grenadiers                      | 8                                     |
| 3e                                    | Michael Storer                        | Australie                             | Tudor Pro Cycling Team                | 6                                     |
| 4e                                    | Georg Steinhauser                     | Allemagne                             | EF Education-EasyPost                 | 5                                     |
| 5e                                    | Magnus Sheffield                      | États-Unis                            | Ineos Grenadiers                      | 4                                     |
| 6e                                    | Romain Bardet                         | France                                | Team dsm-firmenich PostNL             | 3                                     |
| 7e                                    | Simon Geschke                         | Allemagne                             | Cofidis                               | 2                                     |
| 8e                                    | Pelayo Sánchez                        | Espagne                               | Movistar                              | 1                                     |
| modifier                              |                                       |                                       |                                       |                                       |

| Sprint intermédiaire Capitignano (km 104,4) | Sprint intermédiaire Capitignano (km 104,4) | Sprint intermédiaire Capitignano (km 104,4) | Sprint intermédiaire Capitignano (km 104,4) | Sprint intermédiaire Capitignano (km 104,4) |
| ------------------------------------------- | ------------------------------------------- | ------------------------------------------- | ------------------------------------------- | ------------------------------------------- |
|                                             | Coureur                                     | Pays                                        | Équipe                                      | Point(s)                                    |
| 1er                                         | Romain Bardet                               | France                                      | Team dsm-firmenich PostNL                   | 12                                          |
| 2e                                          | Georg Steinhauser                           | Allemagne                                   | EF Education-EasyPost                       | 8                                           |
| 3e                                          | Magnus Sheffield                            | États-Unis                                  | Ineos Grenadiers                            | 6                                           |
| 4e                                          | Michael Storer                              | Australie                                   | Tudor Pro Cycling Team                      | 5                                           |
| 5e                                          | Valentin Paret-Peintre                      | France                                      | Decathlon AG2R La Mondiale                  | 4                                           |
| 6e                                          | Martin Marcellusi                           | Italie                                      | VF Group-Bardiani CSF-Faizané               | 3                                           |
| 7e                                          | Alessandro Verre                            | Italie                                      | Arkéa-B&B Hotels                            | 2                                           |
| 8e                                          | Julian Alaphilippe                          | France                                      | Soudal Quick-Step                           | 1                                           |
| modifier                                    |                                             |                                             |                                             |                                             |

| \| Arrivée d'étape Prati di Tivo (km 152) \| Arrivée d'étape Prati di Tivo (km 152) \| Arrivée d'étape Prati di Tivo (km 152) \| Arrivée d'étape Prati di Tivo (km 152) \| Arrivée d'étape Prati di Tivo (km 152) \| \| -------------------------------------- \| -------------------------------------- \| -------------------------------------- \| -------------------------------------- \| -------------------------------------- \| \| \| Coureur \| Pays \| Équipe \| Point(s) \| \| 1er \| Tadej Pogačar \| Slovénie \| UAE Team Emirates \| 15 \| \| 2e \| Daniel Martínez \| Colombie \| Bora-Hansgrohe \| 12 \| \| 3e \| Ben O'Connor \| Australie \| Decathlon AG2R La Mondiale \| 9 \| \| 4e \| Antonio Tiberi \| Italie \| Bahrain Victorious \| 7 \| \| 5e \| Geraint Thomas \| Grande-Bretagne \| Ineos Grenadiers \| 6 \| \| 6e \| Einer Rubio \| Colombie \| Movistar \| 5 \| \| 7e \| Cian Uijtdebroeks \| Belgique \| Visma-Lease a Bike \| 4 \| \| 8e \| Thymen Arensman \| Pays-Bas \| Ineos Grenadiers \| 3 \| \| 9e \| Michael Storer \| Australie \| Tudor Pro Cycling Team \| 2 \| \| 10e \| Alex Baudin \| France \| Decathlon AG2R La Mondiale \| 1 \| \| modifier \| \| \| \| \| |                   |                 |                            |          |
| Arrivée d'étape Prati di Tivo (km 152) |                   |                 |                            |          |
| | Coureur           | Pays            | Équipe                     | Point(s) |
| 1er | Tadej Pogačar     | Slovénie        | UAE Team Emirates          | 15       |
| 2e | Daniel Martínez   | Colombie        | Bora-Hansgrohe             | 12       |
| 3e | Ben O'Connor      | Australie       | Decathlon AG2R La Mondiale | 9        |
| 4e | Antonio Tiberi    | Italie          | Bahrain Victorious         | 7        |
| 5e | Geraint Thomas    | Grande-Bretagne | Ineos Grenadiers           | 6        |
| 6e | Einer Rubio       | Colombie        | Movistar                   | 5        |
| 7e | Cian Uijtdebroeks | Belgique        | Visma-Lease a Bike         | 4        |
| 8e | Thymen Arensman   | Pays-Bas        | Ineos Grenadiers           | 3        |
| 9e | Michael Storer    | Australie       | Tudor Pro Cycling Team     | 2        |
| 10e | Alex Baudin       | France          | Decathlon AG2R La Mondiale | 1        |
| modifier |                   |                 |                            |          |

### Points attribués pour le classement du meilleur grimpeur
| Forca Capistrello (km 37,1) 2e catégorie (16,4 km à 5,6%) | Forca Capistrello (km 37,1) 2e catégorie (16,4 km à 5,6%) | Forca Capistrello (km 37,1) 2e catégorie (16,4 km à 5,6%) | Forca Capistrello (km 37,1) 2e catégorie (16,4 km à 5,6%) | Forca Capistrello (km 37,1) 2e catégorie (16,4 km à 5,6%) |
| --------------------------------------------------------- | --------------------------------------------------------- | --------------------------------------------------------- | --------------------------------------------------------- | --------------------------------------------------------- |
|                                                           | Coureur                                                   | Pays                                                      | Équipe                                                    | Point(s)                                                  |
| 1er                                                       | Simon Geschke                                             | Allemagne                                                 | Cofidis                                                   | 18                                                        |
| 2e                                                        | Georg Steinhauser                                         | Allemagne                                                 | EF Education-EasyPost                                     | 8                                                         |
| 3e                                                        | Romain Bardet                                             | France                                                    | Team dsm-firmenich PostNL                                 | 6                                                         |
| 4e                                                        | Valentin Paret-Peintre                                    | France                                                    | Decathlon AG2R La Mondiale                                | 4                                                         |
| 5e                                                        | Alessandro Verre                                          | Italie                                                    | Arkéa-B&B Hotels                                          | 2                                                         |
| 6e                                                        | Magnus Sheffield                                          | États-Unis                                                | Ineos Grenadiers                                          | 1                                                         |
| modifier                                                  |                                                           |                                                           |                                                           |                                                           |

| Croce Abbio (km 113,2) 3e catégorie (8,1 km à 4,7%) | Croce Abbio (km 113,2) 3e catégorie (8,1 km à 4,7%) | Croce Abbio (km 113,2) 3e catégorie (8,1 km à 4,7%) | Croce Abbio (km 113,2) 3e catégorie (8,1 km à 4,7%) | Croce Abbio (km 113,2) 3e catégorie (8,1 km à 4,7%) |
| --------------------------------------------------- | --------------------------------------------------- | --------------------------------------------------- | --------------------------------------------------- | --------------------------------------------------- |
|                                                     | Coureur                                             | Pays                                                | Équipe                                              | Point(s)                                            |
| 1er                                                 | Simon Geschke                                       | Allemagne                                           | Cofidis                                             | 9                                                   |
| 2e                                                  | Georg Steinhauser                                   | Allemagne                                           | EF Education-EasyPost                               | 4                                                   |
| 3e                                                  | Martin Marcellusi                                   | Italie                                              | VF Group-Bardiani CSF-Faizané                       | 2                                                   |
| 4e                                                  | Valentin Paret-Peintre                              | France                                              | Decathlon AG2R La Mondiale                          | 1                                                   |
| modifier                                            |                                                     |                                                     |                                                     |                                                     |

| \| Arrivée d'étape Prati di Tivo (km 152) \| Arrivée d'étape Prati di Tivo (km 152) \| Arrivée d'étape Prati di Tivo (km 152) \| Arrivée d'étape Prati di Tivo (km 152) \| Arrivée d'étape Prati di Tivo (km 152) \| \| -------------------------------------- \| -------------------------------------- \| -------------------------------------- \| -------------------------------------- \| -------------------------------------- \| \| \| Coureur \| Pays \| Équipe \| Point(s) \| \| 1er \| Tadej Pogačar \| Slovénie \| UAE Team Emirates \| 50 \| \| 2e \| Daniel Martínez \| Colombie \| Bora-Hansgrohe \| 24 \| \| 3e \| Ben O'Connor \| Australie \| Decathlon AG2R La Mondiale \| 16 \| \| 4e \| Antonio Tiberi \| Italie \| Bahrain Victorious \| 9 \| \| 5e \| Geraint Thomas \| Grande-Bretagne \| Ineos Grenadiers \| 6 \| \| 6e \| Einer Rubio \| Colombie \| Movistar \| 4 \| \| 7e \| Cian Uijtdebroeks \| Belgique \| Visma-Lease a Bike \| 2 \| \| 8e \| Thymen Arensman \| Pays-Bas \| Ineos Grenadiers \| 1 \| \| modifier \| \| \| \| \| |                   |                 |                            |          |
| Arrivée d'étape Prati di Tivo (km 152) |                   |                 |                            |          |
| | Coureur           | Pays            | Équipe                     | Point(s) |
| 1er | Tadej Pogačar     | Slovénie        | UAE Team Emirates          | 50       |
| 2e | Daniel Martínez   | Colombie        | Bora-Hansgrohe             | 24       |
| 3e | Ben O'Connor      | Australie       | Decathlon AG2R La Mondiale | 16       |
| 4e | Antonio Tiberi    | Italie          | Bahrain Victorious         | 9        |
| 5e | Geraint Thomas    | Grande-Bretagne | Ineos Grenadiers           | 6        |
| 6e | Einer Rubio       | Colombie        | Movistar                   | 4        |
| 7e | Cian Uijtdebroeks | Belgique        | Visma-Lease a Bike         | 2        |
| 8e | Thymen Arensman   | Pays-Bas        | Ineos Grenadiers           | 1        |
| modifier |                   |                 |                            |          |

### Points attribués pour le classement des sprints intermédiaires
| Sprint intermédiaire Leonessa (km 58) | Sprint intermédiaire Leonessa (km 58) | Sprint intermédiaire Leonessa (km 58) | Sprint intermédiaire Leonessa (km 58) | Sprint intermédiaire Leonessa (km 58) |
| ------------------------------------- | ------------------------------------- | ------------------------------------- | ------------------------------------- | ------------------------------------- |
|                                       | Coureur                               | Pays                                  | Équipe                                | Point(s)                              |
| 1er                                   | Martin Marcellusi                     | Italie                                | VF Group-Bardiani CSF-Faizané         | 10                                    |
| 2e                                    | Jhonatan Narváez                      | Équateur                              | Ineos Grenadiers                      | 6                                     |
| 3e                                    | Michael Storer                        | Australie                             | Tudor Pro Cycling Team                | 3                                     |
| 4e                                    | Georg Steinhauser                     | Allemagne                             | EF Education-EasyPost                 | 2                                     |
| 5e                                    | Magnus Sheffield                      | États-Unis                            | Ineos Grenadiers                      | 1                                     |
| modifier                              |                                       |                                       |                                       |                                       |

| Sprint intermédiaire Pietracamela (km 146) | Sprint intermédiaire Pietracamela (km 146) | Sprint intermédiaire Pietracamela (km 146) | Sprint intermédiaire Pietracamela (km 146) | Sprint intermédiaire Pietracamela (km 146) |
| ------------------------------------------ | ------------------------------------------ | ------------------------------------------ | ------------------------------------------ | ------------------------------------------ |
|                                            | Coureur                                    | Pays                                       | Équipe                                     | Point(s)                                   |
| 1er                                        | Valentin Paret-Peintre                     | France                                     | Decathlon AG2R La Mondiale                 | 10                                         |
| 2e                                         | Felix Großschartner                        | Autriche                                   | UAE Team Emirates                          | 6                                          |
| 3e                                         | Rafał Majka                                | Pologne                                    | UAE Team Emirates                          | 3                                          |
| 4e                                         | Tadej Pogačar                              | Slovénie                                   | UAE Team Emirates                          | 2                                          |
| 5e                                         | Daniel Martínez                            | Colombie                                   | Bora-Hansgrohe                             | 1                                          |
| modifier                                   |                                            |                                            |                                            |                                            |

### Bonifications
|   | Coureur           | Pays       | Équipe                    | Secondes |
| - | ----------------- | ---------- | ------------------------- | -------- |
| 1 | Romain Bardet     | France     | Team dsm-firmenich PostNL | 3 s      |
| 2 | Georg Steinhauser | Allemagne  | EF Education-EasyPost     | 2 s      |
| 3 | Magnus Sheffield  | États-Unis | Ineos Grenadiers          | 1 s      |

|   | Coureur                | Pays     | Équipe                     | Secondes |
| - | ---------------------- | -------- | -------------------------- | -------- |
| 1 | Valentin Paret-Peintre | France   | Decathlon AG2R La Mondiale | 3 s      |
| 2 | Felix Großschartner    | Autriche | UAE Team Emirates          | 2 s      |
| 3 | Rafał Majka            | Pologne  | UAE Team Emirates          | 1 s      |

| \| \| Coureur \| Pays \| Équipe \| Secondes \| \| - \| --------------- \| --------- \| -------------------------- \| -------- \| \| 1 \| Tadej Pogačar \| Slovénie \| UAE Team Emirates \| 10 s \| \| 2 \| Daniel Martínez \| Colombie \| Bora-Hansgrohe \| 6 s \| \| 3 \| Ben O'Connor \| Australie \| Decathlon AG2R La Mondiale \| 4 s \| |                 |           |                            |          |
| | Coureur         | Pays      | Équipe                     | Secondes |
| 1 | Tadej Pogačar   | Slovénie  | UAE Team Emirates          | 10 s     |
| 2 | Daniel Martínez | Colombie  | Bora-Hansgrohe             | 6 s      |
| 3 | Ben O'Connor    | Australie | Decathlon AG2R La Mondiale | 4 s      |

## Classements à l'issue de l'étape

### Classement général
| \| Classement général \| Classement général \| Classement général \| Classement général \| Classement général \| \| Coureur \| Coureur \| Pays \| Équipe \| Temps \| \| ------------------ \| ------------------ \| ------------------ \| -------------------------- \| ------------------ \| \| 1er \| Tadej Pogačar \| Slovénie \| UAE Team Emirates \| 28 h 14 min 42 s \| \| 2e \| Daniel Martínez \| Colombie \| Bora-Hansgrohe \| + 2 min 40 s \| \| 3e \| Geraint Thomas \| Royaume-Uni \| Ineos Grenadiers \| + 2 min 58 s \| \| 4e \| Ben O'Connor \| Australie \| Decathlon-AG2R La Mondiale \| + 3 min 39 s \| \| 5e \| Cian Uijtdebroeks \| Belgique \| Team Visma \\| Lease a Bike \| + 4 min 02 s \| \| 6e \| Antonio Tiberi \| Italie \| Bahrain Victorious \| + 4 min 23 s \| \| 7e \| Lorenzo Fortunato \| Italie \| Astana Qazaqstan Team \| + 5 min 15 s \| \| 8e \| Einer Rubio \| Colombie \| Movistar Team \| + 5 min 28 s \| \| 9e \| Thymen Arensman \| Pays-Bas \| Ineos Grenadiers \| + 5 min 30 s \| \| 10e \| Jan Hirt \| Tchéquie \| Soudal Quick-Step \| + 5 min 53 s \| |                   |             |                            |                  |
| |                   |             |                            |                  |
| Sources : ProCyclingStats Cycling Quotient |                   |             |                            |                  |
| Classement général |                   |             |                            |                  |
| Coureur | Coureur           | Pays        | Équipe                     | Temps            |
| 1er | Tadej Pogačar     | Slovénie    | UAE Team Emirates          | 28 h 14 min 42 s |
| 2e | Daniel Martínez   | Colombie    | Bora-Hansgrohe             | + 2 min 40 s     |
| 3e | Geraint Thomas    | Royaume-Uni | Ineos Grenadiers           | + 2 min 58 s     |
| 4e | Ben O'Connor      | Australie   | Decathlon-AG2R La Mondiale | + 3 min 39 s     |
| 5e | Cian Uijtdebroeks | Belgique    | Team Visma \| Lease a Bike | + 4 min 02 s     |
| 6e | Antonio Tiberi    | Italie      | Bahrain Victorious         | + 4 min 23 s     |
| 7e | Lorenzo Fortunato | Italie      | Astana Qazaqstan Team      | + 5 min 15 s     |
| 8e | Einer Rubio       | Colombie    | Movistar Team              | + 5 min 28 s     |
| 9e | Thymen Arensman   | Pays-Bas    | Ineos Grenadiers           | + 5 min 30 s     |
| 10e | Jan Hirt          | Tchéquie    | Soudal Quick-Step          | + 5 min 53 s     |

### Classement par points
| Classement par points | Classement par points | Classement par points | Classement par points         | Classement par points |
| Coureur               | Coureur               | Pays                  | Équipe                        | Points                |
| --------------------- | --------------------- | --------------------- | ----------------------------- | --------------------- |
| 1er                   | Jonathan Milan        | Italie                | Lidl-Trek                     | 134 pts               |
| 2e                    | Kaden Groves          | Australie             | Alpecin-Deceuninck            | 97 pts                |
| 3e                    | Tim Merlier           | Belgique              | Soudal Quick-Step             | 89 pts                |
| 4e                    | Olav Kooij            | Pays-Bas              | Team Visma \| Lease a Bike    | 61 pts                |
| 5e                    | Tadej Pogačar         | Slovénie              | UAE Team Emirates             | 57 pts                |
| 6e                    | Benjamin Thomas       | France                | Cofidis                       | 56 pts                |
| 7e                    | Filippo Fiorelli      | Italie                | VF Group-Bardiani CSF-Faizanè | 54 pts                |
| 8e                    | Andrea Pietrobon      | Italie                | Team Polti Kometa             | 48 pts                |
| 9e                    | Jhonatan Narváez      | Équateur              | Ineos Grenadiers              | 40 pts                |
| 10e                   | Michael Valgren       | Danemark              | EF Education-EasyPost         | 40 pts                |

### Classement de la montagne
| Classement de la montagne | Classement de la montagne | Classement de la montagne | Classement de la montagne     | Classement de la montagne |
| Coureur                   | Coureur                   | Pays                      | Équipe                        | Points                    |
| ------------------------- | ------------------------- | ------------------------- | ----------------------------- | ------------------------- |
| 1er                       | Tadej Pogačar             | Slovénie                  | UAE Team Emirates             | 104 pts                   |
| 2e                        | Daniel Martínez           | Colombie                  | Bora-Hansgrohe                | 52 pts                    |
| 3e                        | Simon Geschke             | Allemagne                 | Cofidis                       | 36 pts                    |
| 4e                        | Lilian Calmejane          | France                    | Intermarché-Wanty             | 32 pts                    |
| 5e                        | Geraint Thomas            | Royaume-Uni               | Ineos Grenadiers              | 22 pts                    |
| 6e                        | Andrea Piccolo            | Italie                    | EF Education-EasyPost         | 18 pts                    |
| 7e                        | Ben O'Connor              | Australie                 | Decathlon-AG2R La Mondiale    | 17 pts                    |
| 8e                        | Georg Steinhauser         | Allemagne                 | EF Education-EasyPost         | 12 pts                    |
| 9e                        | Amanuel Ghebreigzabhier   | Érythrée                  | Lidl-Trek                     | 11 pts                    |
| 10e                       | Filippo Fiorelli          | Italie                    | VF Group-Bardiani CSF-Faizanè | 10 pts                    |

### Classement du meilleur jeune
| Classement du meilleur jeune | Classement du meilleur jeune | Classement du meilleur jeune | Classement du meilleur jeune | Classement du meilleur jeune |
| Coureur                      | Coureur                      | Pays                         | Équipe                       | Temps                        |
| ---------------------------- | ---------------------------- | ---------------------------- | ---------------------------- | ---------------------------- |
| 1er                          | Cian Uijtdebroeks            | Belgique                     | Team Visma \| Lease a Bike   | 28 h 18 min 44 s             |
| 2e                           | Antonio Tiberi               | Italie                       | Bahrain Victorious           | + 21 s                       |
| 3e                           | Thymen Arensman              | Pays-Bas                     | Ineos Grenadiers             | + 1 min 28 s                 |
| 4e                           | Alex Baudin                  | France                       | Decathlon-AG2R La Mondiale   | + 2 min 32 s                 |
| 5e                           | Filippo Zana                 | Italie                       | Team Jayco AlUla             | + 3 min 10 s                 |
| 6e                           | Georg Steinhauser            | Allemagne                    | EF Education-EasyPost        | + 4 min 23 s                 |
| 7e                           | Davide Piganzoli             | Italie                       | Team Polti Kometa            | + 5 min 27 s                 |
| 8e                           | Giovanni Aleotti             | Italie                       | Bora-Hansgrohe               | + 9 min 51 s                 |
| 9e                           | Mauri Vansevenant            | Belgique                     | Soudal Quick-Step            | + 17 min 02 s                |
| 10e                          | Valentin Paret-Peintre       | France                       | Decathlon-AG2R La Mondiale   | + 19 min 15 s                |

### Classement par équipes
| Classement par équipes | Classement par équipes        | Classement par équipes | Classement par équipes |
| Équipe                 | Équipe                        | Pays                   | Temps                  |
| ---------------------- | ----------------------------- | ---------------------- | ---------------------- |
| 1re                    | Decathlon-AG2R La Mondiale    | France                 | 85 h 03 min 12 s       |
| 2e                     | Ineos Grenadiers              | Royaume-Uni            | + 1 min 20 s           |
| 3e                     | Astana Qazaqstan Team         | Kazakhstan             | + 9 min 23 s           |
| 4e                     | Bora-Hansgrohe                | Allemagne              | + 16 min 05 s          |
| 5e                     | UAE Team Emirates             | Émirats arabes unis    | + 18 min 06 s          |
| 6e                     | EF Education-EasyPost         | États-Unis             | + 21 min 01 s          |
| 7e                     | VF Group-Bardiani CSF-Faizané | Italie                 | + 21 min 17 s          |
| 8e                     | Bahrain Victorious            | Bahreïn                | + 33 min 51 s          |
| 9e                     | Soudal Quick-Step             | Belgique               | + 34 min 56 s          |
| 10e                    | Movistar Team                 | Espagne                | + 36 min 41 s          |

### Sanctions au classement UCI
| \| Coureur \| Pays \| Équipe \| Points \| \| --------------- \| -------- \| ---------------- \| ----------- \| \| Henok Mulubrhan \| Érythrée \| Astana Qazaqstan \| - 25 points \| |          |                  |             |
| Coureur | Pays     | Équipe           | Points      |
| Henok Mulubrhan | Érythrée | Astana Qazaqstan | - 25 points |

## Abandons
- Christophe Laporte (Visma-Lease a Bike) : non partant